# Султанпур (округ)
Султанпур (англ. Sultanpur, хинди सुल्तानपुर जिला) — округ в индийском штате Уттар-Прадеш. Административный центр — город Султанпур. Площадь округа — 4436 км².
По данным переписи 2011 года население округа составляет 3 790 922 человека. Плотность населения — 855 чел./км². Прирост населения за период с 2001 по 2011 годы составил 17,92 %. На 1000 мужчин приходится 978 женщин. Уровень грамотности населения — 71,14 %..
По данным прошлой переписи 2001 года население округа насчитывало 3 190 926 человек. Уровень грамотности взрослого населения составлял 56,90 %, что было немного ниже среднеиндийского уровня (59,5 %).